# Onthophagus lemur
Onthophagus lemur là một loài bọ cánh cứng trong họ Bọ hung (Scarabaeidae).